# 团结街道 (松原市)
团结街道，是中华人民共和国吉林省松原市宁江区下辖的一个乡镇级行政单位。

## 行政区划
团结街道下辖以下地区：
团结社区、胜利社区、松滨社区和松宁社区。